# Danh sách máy chơi trò chơi điện tử cầm tay
Danh sách máy chơi trò chơi điện tử cầm tay này là danh sách các máy chơi trò chơi điện tử có thể cầm trên tay. Máy chơi trò chơi điện tử cầm tay là loại máy chơi trò chơi điện tử di động, tích hợp sẵn màn hình, nút điều khiển trò chơi cũng như các trò chơi chuyên dụng. Máy chơi trò chơi điện tử cầm tay không bao gồm PDA, điện thoại thông minh hoặc máy tính bảng; mặc dù những thiết bị đó thường có thêm khả năng chơi trò chơi, nhưng chủ yếu chúng không phải là máy chơi trò chơi điện tử chuyên dụng.
Đây không phải là một danh sách đầy đủ; ở đây chỉ liệt kê các máy chơi game cầm tay với bài viết Wikipedia của riêng từng cái và một nguồn xác minh phân loại máy chơi game cầm tay.
| Máy                                                          | Ảnh | Ghi chú | Phát hành               | Nhà sản xuất     |
| ------------------------------------------------------------ | --- | --- | ----------------------- | ---------------- |
| Microvision                                                  |     | - Máy chơi game cầm tay đầu tiên sử dụng các hộp băng có thể hoán đổi cho nhau - Chỉ có khoảng 10-12 trò chơi. - Băng có bộ xử lý riêng và các nút cần thiết để chơi trò chơi - Chơi các trò chơi đơn sắc từ hộp băng ROM. - Bị coi là thất bại về mặt thương mại nhưng lại là một thành công về mặt sáng tạo, mở đường cho thành công sau này của Game Boy. | - NA: Tháng 11 năm 1979 | Milton Bradley   |
| Entex Select-A-Game                                          |     | - Bộ đôi nút gắn trên và dưới màn hình cho phép hai người có thể chơi trên cùng một máy. - Chơi các trò chơi đơn sắc từ hộp băng ROM. - Chỉ có khoảng 6 trò chơi. | 1981                    | Entex Industries |
| Entex Adventure Vision                                       |     | - Chứa CPU Intel 8048, băng có chip ROM 4k (2532 EPROM) - Chơi các trò chơi đơn sắc từ hộp băng ROM - Đặt trên mặt bàn thay vì cầm trên tay - Bán ra hơn 50,000 máy | - NA: 1982              | Entex Industries |
| Palmtex Portable Videogame System Tên sau này là Super Micro |     | - Chỉ có 3 game - Chơi các băng có lớp phủ sprite màu, sử dụng màn hình LCD đơn sắc ở phía trên lớp phủ để che/khám phá từng sprite trong khi chơi | - NA: 1984              | Palmtex          |

| Máy            | Ảnh | Ghi chú | Phát hành                                                                                    | Nhà sản xuất     |
| -------------- | --- | --- | -------------------------------------------------------------------------------------------- | ---------------- |
| Game Boy       |     | - Bản phát hành đầu tiên của dòng máy chơi game cầm tay Game Boy - Chơi các trò chơi đơn sắc từ hộp băng ROM - Phiên bản nhỏ hơn có tên là Game Boy Pocket phát hành năm 1996 - Phiên bản có đèn nền là Game Boy Light, phát hành độc quyền tại Nhật Bản năm 1998 - Phiên bản có khả năng hiển thị trò chơi bằng màu sắc gọi là Game Boy Color, phát hành năm 1998; Color tương thích ngược với các trò chơi Game Boy không có màu, nhưng vẫn được coi là một phần của thế hệ thứ năm - Tất cả các phiên bản Game Boy cộng lại đã bán được 118,69 triệu máy | - JP: Ngày 21 tháng 4 năm 1989 - NA: Ngày 31 tháng 7 năm 1989 - EU: Ngày 28 tháng 9 năm 1990 | Nintendo         |
| Atari Lynx     |     | - Máy chơi trò chơi điện tử cầm tay đầu tiên có màn hình LCD màu - Chơi băng ROM - Atari Lynx II, phát hành năm 1991, là phiên bản nhỏ hơn và nhẹ hơn - Bán ra ít hơn 500.000 máy | - NA: Tháng 10 năm 1989                                                                      | Atari            |
| Sega Game Gear |     | - Máy chơi game cầm tay đầu tiên của Sega được phát hành trên toàn thế giới - Tương tự như Master System, mặc dù máy không thể chơi các trò chơi Master System nếu không có phụ kiện Master System Converter - Chơi băng ROM - Bán được 11 triệu máy và được coi là thành công về mặt thương mại, mặc bị đối thủ cạnh tranh chính là Game Boy của Nintendo vượt mặt | - JP: Ngày 6 tháng 10 năm 1990 - NA: Ngày 26 tháng 4 năm 1991 - EU: Ngày 26 tháng 4 năm 1991 | Sega             |
| TurboExpress   |     | - Phiên bản di động của máy chơi game gia đình TurboGrafx-16 - Một số trò chơi cho phép chơi nhiều người bằng cách kết nối hai máy TurboExpress với cáp TurboLink - Chơi băng ROM - Có thể kết nối với TV bằng bộ dò TV TurboVision - Bán được 1,5 triệu máy | - JP: Ngày 16 tháng 11 năm 1990 - NA: Năm 1991                                               | NEC              |
| Gamate         |     | - Do United Microelectronics Corporation sản xuất sau khi Bit Corporation đóng cửa vào năm 1992 - Chơi các trò chơi đơn sắc từ hộp băng ROM | 1990                                                                                         | Bit Corporation  |
| Game Master    |     | - Máy có nhiều tên khác nhau ở các quốc gia khác nhau, như Systema 2000, Super Game, Game Tronic và Game Plus - Chơi các trò chơi đơn sắc từ hộp băng ROM | 1990                                                                                         | Hartung          |
| Supervision    |     | - Các bản phát hành ở các quốc gia khác nhau cũng có tên khác nhau, tương tự như Supervision - Màn hình có thể nghiêng so với điều khiển thông qua khớp kết nối linh hoạt - Chơi các trò chơi đơn sắc từ hộp băng ROM - Có thể kết nối với TV thông qua cáp liên kết - Đã phát hành phiên bản không có màn hình nghiêng | 1992                                                                                         | Watara           |
| Mega Duck      |     | - Còn gọi là Cougar Boy ở Nam Mỹ - Chơi các trò chơi đơn sắc từ hộp băng ROM | 1993                                                                                         | Welback Holdings |
| Nomad          |     | - Phiên bản cầm tay của Sega Genesis - Phiên bản đầu tiên là nhằm để sử dụng trên máy bay Nhật Bản nên được đặt tên là Mega Jet - Chơi bằng hộp băng ROM - Bán được 1 triệu máy và là một thất bại thương mại | - JP: Tháng 10 năm 1995 - NA: Tháng 10 năm 1995                                              | Sega             |

| Game.com       |  | - Có màn hình cảm ứng với bút cảm ứng đi kèm - Chơi các trò chơi đơn sắc từ hộp băng ROM - Có thể kết nối với modem14.4 kbit/s - Phiên bản nhỏ hơn gọi là Game.com Pocket Pro - Phiên bản rẻ hơn không có đèn trước gọi là Game.com Pocket - Chỉ bán ra khoảng 300.000 mày nên được coi là một thất bại thương mại | - NA: Tháng 8 năm 1997                                                                                        | Tiger Electronics |
| Neo Geo Pocket |  | - Một phần của dòng m áy chơi game gia đình của Neo Geo - Chơi các trò chơi đơn sắc từ hộp băng ROM - Phiên bản chơi game màu phát hành trên toàn thế giới gọi là Neo Geo Pocket Color - Do doanh số bán hàng thấp hơn dự kiến, Neo Geo Pocket nhanh chóng bị ngừng sản xuất để thay thế cho Neo Geo Pocket Color - Phiên bản màu tương thích ngược với các trò chơi Neo Geo Pocket, nhưng được coi là một phần của thế hệ thứ sáu - Pocket và Pocket Color kết hợp bán được 2 triệu máy; là nguyên nhân dẫn đến việc SNK rời bỏ hoàn toàn mảng kinh doanh phần cứng | - JP: Ngày 28 tháng 10 năm 1998 - NA: Ngày 1 tháng 6 năm 1999 (Color) - PAL: Ngày 1 tháng 10 năm 1999 (Color) | SNK               |
| WonderSwan     |  | - Chơi các trò chơi đơn sắc từ hộp băng ROM - Phiên bản chơi trò chơi màu được phát hành với tên WonderSwan Color vào năm 2000 - Phiên bản được thiết kế lại với màn hình LCD tốt hơn gọi là SwanCrystal, phát hành vào năm 2002 - Bán ra 3,5 triệu máy, gồm: 1,55 triệu WonderSwans, 1,1 triệu WonderSwan Colors và 0,95 triệu SwanCrystals | - JP: Ngày 4 tháng 3 năm 1999                                                                                 | Bandai            |

| Máy              | Ảnh | Ghi chú | Phát hành                                                                                     | Nhà sản xuất |
| ---------------- | --- | --- | --------------------------------------------------------------------------------------------- | ------------ |
| Cybiko           |     | - Kết hợp PDA và máy chơi game cầm tay - Có bút cảm ứng đi kèm cho bàn phím - Chơi các trò chơi kỹ thuật số thông qua tải xuống internet từ PC - Hơn 430 trò chơi và ứng dụng đã được phát hành, tất cả đều miễn phí - Phiên bản cải tiến có tên là Cybiko Xtreme, phát hành vào tháng 9 năm 2001 - Đã bán được hơn 500.000 máy vào cuối năm 2000 | - USA: Tháng 4 năm 2000 - UK: 2001                                                            | Cybiko       |
| Game Boy Advance |     | - Một phần của dòng máy chơi game cầm tay Game Boy - Tương thích ngược với các trò chơi Game Boy và Game Boy Color - Plays games from ROM cartridges. - Chơi bằng hộp băng ROM - Phiên bản gấp lại, nhỏ hơn, gọi là Game Boy Advance SP phát hành năm 2003, với một phiên bản cải tiến với màn hình sáng hơn phát hành vào năm 2005\ - Phiên bản nhỏ hơn nhiều, không gập lại và cũng không có khả năng tương thích ngược với Game Boy và Game Boy Color nhưng có hỗ trợ e-Reader gọi là Game Boy Micro phát hành năm 2005 - Phiên bản đầu đĩa DVD di động chơi các hộp băng Game Boy Advance do Visteon hợp tác với Nintendo phát hành với tư cách là Dockable Entertainment vào tháng 7 năm 2006 - Bán ra 81.51 triệu máy | - JP: Ngày 21 tháng 3 năm 2001 - NA: Ngày 11 tháng 6 năm 2001 - PAL: Ngày 22 tháng 6 năm 2001 | Nintendo     |
| GP32(Game Park)  |     | - Máy chơi game có mã nguồn mở, ban đầu chỉ được phát hành ở Hàn Quốc - Máy chơi bằng thẻ SmartMedia và trò chơi kỹ thuật số thông qua tải xuống từ internet - Hầu hết các phần mềm phát hành cho máy là trò chơi và ứng dụng phần mềm mã nguồn mở | - KOR: Ngày 23 tháng 11 năm 2001 - PAL: Ngày 15 tháng 6 năm 2004                              | Game Park    |
| N-Gage           |     | - Kết hợp máy chơi game và điện thoại - Chơi MultiMediaCards - Phiên bản được thiết kế lại gọi là N-Gage QD phát hành năm 2004 giúp việc thay đổi thẻ game dễ dàng hơn và di chuyển tai nghe ra khỏi mặt của thiết bị - Bán được 3 triệu máy | Ngày 7 tháng 10 năm 2003                                                                      | Nokia        |
| Zodiac           |     | - Kết hợp PDA máy chơi game cầm tay và thiết bị giải trí di động - Có màn hình cảm ứng với bút cảm ứng đi kèm và phát nhạc MP3 - Chơi các trò chơi kỹ thuật số qua bộ nhớ trong hoặc thẻ SD - Bán được ít hơn 200.000 máy; Tapwave tuyên bố phá sản vào tháng 7 năm 2005 | Tháng 10 năm 2003                                                                             | Tapwave      |

| Máy                                    | Ảnh | Ghi chú | Phát hành | Số lượng bán ra | Ghi chú |
| -------------------------------------- | --- | --- | --------- | --------------- | ------- |
| Nintendo DS                            |     | - Kế thừa dòng Game Boy Advance, là máy đầu tiên trong dòng Nintendo DS. - Có hai màn hình riêng biệt, một trong số đó là màn hình cảm ứng với bút cảm ứng. - Các bản sửa đổi phần cứng bao gồm Nintendo DS Lite năm 2006, Nintendo DSi năm 2008, Nintendo DSi XL năm 2009. - Tất cả các máy đều chơi bằng thẻ ROM DS; Các mẫu DS thông thường đều tương thích với các trò chơi Game Boy Advance, các mẫu DSi không hỗ trợ GBA nhưng bổ sung thêm thư viện trò chơi tải xuống kỹ thuật số có giới hạn. - Được coi là một thành công thương mại; máy cầm tay bán chạy nhất mọi thời đại và hệ máy chơi game tốt thứ hai mọi thời đại sau PlayStation 2. | 2004      | 154,000,000     | [ 1 ]   |
| PlayStation Portable (Sony)            |     | - Hệ máy đầu tiên của Sony gia nhập vào thị trường máy chơi game cầm tay. - Chơi các đĩa Universal Media Discs độc quyền và các trò chơi tải xuống kỹ thuật số qua internet. - Các bản sửa đổi phần cứng nhỏ bao gồm PSP-2000 vào năm 2007, PSP-3000 vào năm 2008. - Các bản sửa đổi phần cứng chính bao gồm PSP Go không ổ đĩa UMD vào năm 2009, PSP E1000 không kết nối wifi vào năm 2011. - Doanh số bán hàng cao hơn nhiều so với bất kỳ thiết bị cầm tay khác không phải của Nintendo, nhưng chỉ bằng hơn một nửa so với đối thủ cạnh tranh chính vào thời điểm đó là Nintendo DS.                                                                | 2004      | 80,000,000      | [ 1 ]   |
| Gizmondo (Tiger Telematics)            |     | - Chơi thẻ SD. - Có camera, GPS, nhắn tin văn bản và kết nối không dây Bluetooth. - Dù có nhiều tính năng nhưng công nghệ tụt lùi so với các đối thủ chính cùng thời là PlayStation Portable và Nintendo DS. - Có một mô hình "Quảng cáo thông minh" phát hành đồng thời với giá bán gần một nửa, nhưng yêu cầu phải xem quảng cáo phát trực tuyến hàng ngày trên thiết bị cầm tay, trước khi trò chơi trên điện thoại thông minh phổ biến khái niệm này. - Được coi là một thất bại thương mại nghiêm trọng, do doanh số bán hàng thấp, chi phí và đầu tư quảng cáo quá cao.                                                                          | 2005      | 25,000          | [ 1 ]   |
| GP2X (GamePark Holdings)               |     | - Phần cứng mã nguồn mở cầm tay, chỉ phát hành ở Hàn Quốc và Anh. - Về mặt công nghệ và vật lý, máy tương tự như PlayStation Portable. - Chơi các trò chơi kỹ thuật số qua thẻ SD và tải xuống từ internet. - Ngoài trò chơi, có thêm tính năng xem phim, sách điện tử và ảnh. - Hầu hết các phần mềm phát hành cho máy là trò chơi và ứng dụng phần mềm mã nguồn mở. | 2005      |                 | [ 33 ]  |
| Dingoo A320 (Dingo Digital Technology) |     | - Máy chơi game cầm tay phần cứng mã nguồn mở có chức năng phát lại nhạc và video. - Chơi các trò chơi phân phối kỹ thuật số thông qua tải xuống từ internet và thẻ mini-SD. - Bán kèm phụ kiện kết nối để phát trên tivi. - Phần mềm bán lẻ có hạn. | 2009      |                 | [ 34 ]  |
| GP2X Wiz (GamePark Holdings)           |     | - Máy chơi game cầm tay phần cứng mã nguồn mở. - Kế thừa GP2X. - Sở hữu những nâng cấp về chất lượng màn hình và nút bấm nhưng ít sức mạnh xử lý. - Chơi các trò chơi kỹ thuật số thông qua tải xuống từ internet, có ít trò chơi bán lẻ. | 2009      |                 | [ 35 ]  |
| Pandora (OpenPandora)                  |     | - Máy chơi game cầm tay phần cứng mã nguồn mở. - Máy kết hợp console và sổ tay nhỏ; hình dáng như một chiếc máy tính xách tay được thu nhỏ lại bằng với kích thước Nintendo 3DS. - Chơi các trò chơi kỹ thuật số thông qua tải xuống từ internet. - Có màn hình cảm ứng, bàn phím QWERTY đầy đủ và cổng ra TV. | 2010      |                 | [ 36 ]  |
| CAANOO (GamePark Holdings)             |     | - Máy chơi game cầm tay phần cứng mã nguồn mở. - Kế thừa GP2X Wiz - Chơi các trò chơi kỹ thuật số thông qua tải xuống từ internet. - Được coi là một thất bại thương mại. |           |                 |         |

| Máy                                | Ảnh                                                    | Ghi chú | Phát hành | Ngưng phát hành | Nhà sản xuất  |
| ---------------------------------- | ------------------------------------------------------ | --- | --------- | --------------- | ------------- |
| Nintendo 3DS                       |                                                        | - Kế thừa dòng Nintendo DS, bắt đầu dòng Nintendo 3DS. - Các bản sửa đổi phần cứng bao gồm Nintendo 3DS XL, Nintendo 2DS và New Nintendo 3DS. - Sử dụng hai màn hình riêng biệt và có khả năng chiếu các hiệu ứng 3D lập thể mà không cần sử dụng kính 3D. - Chơi thẻ game và trò chơi kỹ thuật số thông qua tải xuống từ internet. - Hệ máy thành công về mặt thương mại khi được 75 triệu máy và nằm trong danh sách những thiết bị cầm tay bán chạy nhất mọi thời đại, vượt xa đối thủ cạnh tranh chính là PlayStation Vita, nhưng doanh số bán hàng này lại giảm mạnh khi so với tiền nhiệm Nintendo DS và nhanh chóng giảm sâu hơn khi hệ máy kế nhiệm là Nintendo Switch ra mắt. | 2011      | 75,000,000      | [ 1 ]         |
| PlayStation Vita (Sony)            |                                                        | - Máy chơi trò chơi điện tử cầm tay thứ hai của Sony, kế nhiệm PlayStation Portable. - Ban đầu ra mắt hai mô hình ; một bản thông thường và một bản có tính năng internet 3G, nhưng nhanh chóng bị loại bỏ. - Bản sửa đổi phần cứng nhỏ gọi là "PCH-2000", phát hành vào năm 2013 - Là một thất bại về mặt thương mại, nhưng vẫn giữ được lượng người hâm mộ lớn và xem đây là hệ máy có sức ảnh hưởng đến máy chơi game gia đình PlayStation 4 phát hành sau đó. | 2011      | 16,000,000      | [ 43 ]        |
| Neo Geo X (Tommo)                  | Tập tin:SNK Neo-Geo X.png                              | - Một phần của dòng Neo Geo, các bản này là chuyển thể của các tựa Neo Geo trước đó. - Chơi các trò chơi được tải trên thẻ SD, không có phân phối kỹ thuật số. - Máy có HDMI, A/V và các cổng để kết nối với TV. - Việc xuất bản và phân phối đã được SNK Playmore cấp phép cho Tommo. - Được coi là một thất bại thương mại cho cả hai bên; SNK đã ra lệnh ngừng sản xuất sau nhiều phàn nàn của người tiêu dùng về chất lượng, điều này khiến Tommo bị thiệt hại về mặt tài chính. Cả hai bên đều bị vướng các hành động pháp lý. | 2012      |                 | [ 45 ]        |
| GCW Zero (Game Consoles Worldwide) |                                                        | - Sử dụng hệ điều hành Linux dựa trên phần cứng mã nguồn mở. - Tập trung vào homebrew và mô phỏng. - Sản xuất số lượng rất ít, quy mô nhỏ và do Kickstarter tài trợ. | 2013      |                 | [ 48 ]        |
| Nvidia Shield Portable             |                                                        | - Có hình thức bên ngoài giống như bộ điều khiển Xbox 360 với màn hình 5 inch ghép ở trên. - Dựa trên hệ điều hành Android. - Hỗ trợ kết nối HDMI với truyền hình hoặc phát trực tuyến trò chơi không dây từ PC. - Ra mắt với mức giá cao trong thời điểm thị trường máy chơi game cầm tay đang trên đà suy thoái. | 2012      |                 | [ 49 ]        |
| GPD XD (GamePad Digital)           |                                                        | - Dựa trên Android - Chơi trò chơi tải xuống qua cửa hàng Google Play - Tích hợp cần điều khiển và màn hình cảm ứng | 2015      |                 | [ 52 ]        |
| GPD Win (GamePad Digital)          |                                                        | - Lai giữa máy tính cầm tay và PC, máy dựa trên hệ điều hành Microsoft Windows. - Có bàn phím QWERTY đầy đủ, cần điều khiển, phím d-pad và các nút trên mặt. - Các phiên bản sau đó có phần cứng ngày càng mạnh mẽ hơn như GPD Win 2, GPD Win Max, và GPD Win 3. | 2016      |                 | [ 54 ]        |
| Nintendo Switch                    |                                                        | - Có thể chơi như một thiết bị cầm tay hoặc chơi trên tivi khi lắp máy vào đế cắm. - Các bộ điều khiển Joy-Con riêng lẻ có thể gắn vào thân máy hoặc sử dụng riêng. - Màn hình cảm ứng hiển thị với độ phân giải 720p, có thể lên đến 1080p khi gắn vào cổng HDMI. - Bản sửa đổi phần cứng là Nintendo Switch Lite ra mắt năm 2019 và chỉ có thể chơi ở chế độ cầm tay, mẫu màn hình OLED lớn hơn phát hành năm 2021. - Được coi là một thành công thương mại; chỉ ra đời mới 4 năm nhưng đã bán chạy hơn tất cả các thiết bị cầm tay của Nintendo, ngoại trừ Game Boy và Nintendo DS.                                                                                                 | 2017      | 89,000,000      | [ 59 ]        |
| Evercade (Blaze Entertainment)     |                                                        | - Chơi các bộ sưu tập trò chơi điện tử cổ điển giả lập được cấp phép chính thức. - Thiết kế tương tự như Game Boy Advance gốc, có khả năng kết nối với tivi bằng phụ kiện HDMI. - Trò chơi phát hành thông qua bộ sưu tập trò chơi tuyển chọn được tổng hợp vào hộp trò chơi. - Được hỗ trợ bởi các công ty như Atari, Namco, và Interplay. | 2020      |                 | [ 60 ]        |
| Analogue Pocket (Analogue Inc.)    |                                                        | - Chơi băng gốc của máy Game Boy, Game Boy Color, Game Boy Advance, Game Gear, Neo Geo Pocket, Neo Geo Pocket Color và Atari Lynx. - Màn hình 3,5 inch 1600x1440, 615ppi. - Chạy hệ điều hành Analogue, một hệ điều hành dựa trên cơ sở dữ liệu - Tính năng Save States - lưu trò chơi trên băng gốc. | 2021      |                 | [ 63 ]        |
| Play-date (Panic)                  | Tập tin:Play-date front-view.png Tập tin:Play-date.png | - Hình dáng bên ngoài như Game Boy bản đầu, với một tay quay (sử dụng như một cần điều khiển) gắn bên phải. - Màn hình đen trắng 2,7 inch. - Trò chơi mới được phát hành một lần mỗi tuần. - Những người mua sớm sẽ có quyền truy cập vào "mùa" đầu tiên của trò chơi (tổng cộng 12). | 2021      |                 | [ 64 ]        |
| Steam Deck (Valve Corporation)     |                                                        | - Một máy chơi game cầm tay có thể chơi hầu hết các trò chơi trong thư viện Steam. - Có khả năng chạy các game của các cửa hàng trò chơi khác - (Epic Games Store, uPlay, v.v.) - Có 3 kiểu máy giống hệt nhau, chỉ khác dung lượng bộ nhớ trong. - Màn hình cảm ứng 7 inch, 720p. - Khả năng kết nối với màn hình PC hoặc TV. | 2022      |                 | [ 68 ] [ 69 ] |